# Robert Hichens (marino británico)
Robert Hichens (16 de septiembre de 1882-23 de septiembre de 1940) fue un marino británico que era parte de la tripulación de cubierta a bordo del RMS Titanic cuando se hundió en su viaje inaugural el 15 de abril de 1912. Era uno de los seis capitanes a bordo del barco y estaba al timón del trasatlántico cuando el Titanic chocó contra el iceberg. Fue puesto a cargo del bote salvavidas 6, donde se negó a regresar para rescatar a las personas del agua según varios relatos de los que estaban en el bote, incluida Margaret Brown, quien discutió con él sobre ello durante toda la madrugada.

## Vida
Procedente de una familia de pescadores de Newlyn, Cornualles, era el mayor de los ocho hijos de Phillip Hichens y su esposa Rebeca. Como intendente, sirvió en barcos de correo de la Union-Castle Line y la British India Steam Navigation Company. Poco antes de ser contratado en el Titanic, sirvió en el barco de traslado de tropas Dongola, que viajaba de Gran Bretaña a Bombay. En 1906 se casó en Devon con Florence Mortimore, con quien tuvo cinco hijos.

## En el bote salvavidas 6
En la noche del 14 de abril de 1912, Robert Hichens estaba al timón del barco tras haber relevado a Oliver a las 22:00 horas, cuando se recibió el aviso de un iceberg delante. Cuando la orden llegó a estribor, giró el timón todo lo que pudo. Aproximadamente a las 00:23 horas fue relevado por Perkins, momento en que uno de los oficiales le ordenó: "Ya basta con el timón, saque los botes." Más tarde, el segundo oficial Lightoller le dijo a Fred Fleet que subiera al bote salvavidas 6 del lado de babor y pusiera a Hichens a cargo del bote. Salieron hacia las 00:55 horas con solo 28 personas a bordo y la orden de dirigirse hacia las luces que se veían a lo lejos (Muy probablemente las del SS Californian).
Hichens ganó notoriedad tras el desastre debido a su conducta al mando del bote salvavidas 6. Los pasajeros lo acusaron de negarse a regresar a por gente en el agua después del hundimiento, diciendo que allí ya solo había "fiambres" y que constantemente criticaba a los remeros mientras manejaba el timón. Creía que pasarían días a la deriva hasta ser encontrados. Más tarde, durante su testimonio durante la investigación oficial, aseguró no haber usado nunca la palabra "fiambres" sino otra para describir los cuerpos. También declaró intentar seguir órdenes directas del capitán Smith y el segundo oficial Charles Lightoller de remar hacia donde les parecía haber visto una luz, tal vez otro barco, en la proa de babor, dejar en él a los pasajeros y regresar a por más. Al menos dos pasajeros del bote acusaron públicamente a Hichens de estar borracho: el mayor Arthur Godfrey Peuchen y la señora de Lucian Phillip Smith.
Cuando se vieron las bengalas del barco Carpathia que acudía al rescate, dijo que no venía a rescatarlos, sino a recoger los cuerpos de los muertos. Para entonces, los demás ya habían perdido la paciencia con él. A pesar de las protestas de Hichens, la millonaria de Denver Molly Brown les dijo a los otros que remaran para mantenerse calientes. Después de un último intento por recuperar el control del bote, Molly amenazó con tirarlo por la borda. Durante la investigación oficial, Hichens lo negó todo.

## Vida posterior
Durante la Primera Guerra Mundial sirvió en la Royal Navy. En 1919 era tercer oficial en un pequeño navío llamado Magpie. Los Hichens se mudaron a Devon en algún momento de los años 1920, donde Hichens compró una lancha a un hombre llamado Harry Henley y la usó como transporte de alquiler. En 1931, su esposa e hijos lo abandonaron y regresaron a Southampton. El abandono y no encontrar trabajo debido a la Gran Depresión lo llevó a beber en exceso. En 1933, Hichens fue encarcelado por intentar asesinar a Henley, y fue liberado en 1937. Murió a los 58 años de edad a bordo del barco mercante English Trader donde estaba trabajando, frente a la costa de Escocia, Reino Unido el 23 de septiembre de 1940, a causa de un infarto. Fue enterrado en el Trinity Cemetery de Aberdeen.

## En la ficción
En la exitosa película Titanic (1997), fue interpretado por Paul Brightwell. Aparece como un hombre alto y delgado con acento cockney, cuando en realidad era un hombre pequeño de 1,65 m y complexión fuerte con acento de Cornualles. También es presentado durante su enfrentamiento con Molly Brown diciéndole: "Si no cierras ese agujero que tienes en la cara", palabras que en realidad dijo un mayordomo a un marinero en el bote salvavidas 8.
Su conducta también aparece en la miniserie de 1996 Titanic, donde lo interpretó Martin Evans. Se lo muestra diciendo a los supervivientes que se calmen cuando ven las bengalas a lo lejos y protesta enérgicamente cuando Molly alienta a las otras mujeres a remar hacia la luz y amenaza con tirar a Hichens por la borda. Esta descripción es más precisa que la del taquillero largometraje de James Cameron. Su conflicto con Molly también es mostrado con más precisión en A Night to Remember (1958) donde fue interpretado por Arthur Gross.